# Cade's County
Cade's County was een Amerikaanse televisieserie die in de VS werd uitgezonden in het seizoen 1971 - 1972. Glenn Ford speelde de hoofdrol van sherif Sam Cade, die in de fictieve stad Madrid de orde bewaakt. In Nederland werd de serie vanaf september 1972 uitgezionden.

## Verhaal
Sam Cade is sheriff in de stad Madrid, ergens in het zuidwesten van de VS. De dagen van het wilde westen zijn reeds lang voorbij en Cade rijdt in een jeep en niet op een paard. Cade komt uit een welgestelde familie en heeft een legerachtergrond als gevechtspiloot. In een van de afleveringen is er zelfs sprake van deelname aan de Koreaanse Oorlog. Na zijn diensttijd is Cade een tijdje werkzaam geweest als FBI-agent. Cade is ongehuwd en lijkt geen banden te hebben met directe familie. Eigenlijk bestaat zijn familie uit zijn deputy's, de hulpsheriffs, J.J. Jackson, Arlo Prichard, Rudy Davillo en Pete. Het meeste contact heeft Cade met J.J. Jackson, zijn steun en toeverlaat. Cade is populair bij zijn mensen, die de sheriff nooit meneer of baas noemen, maar gewoon 'Sam'. Davillo en Pritchard zijn halfbloed indianen en goed bekend met het gebied rond Madrid. Hun hulp komt goed van pas als Cade te strijde trekt tegen uiteenlopende zaken als moord, veediefstal, racisme en dronken mijnwerkers.

## Productie
De serie werd opgenomen in Californië, maar in de serie wordt niet duidelijk of het fictieve Madrid in deze staat is gelegen. Madrid is ook duidelijk niet de hoofdstad van de staat omdat Cade regelmatig naar de 'Capital' afreist voor besprekingen. De begintune van de serie, gecomponeerd door Henri Mancini, werd een grote hit en regelmatig uitgezonden door Radio Veronica en Radio Noordzee. Mancini zette een uitgebreide versie van de tune op zijn album Big screen, Little screen. De zoon van Glenn Ford, Pete, speelde de rol van hulpsheriff Pete.

## Rolverdeling
- Glenn Ford - Sam Cade
- Edgar Buchanan - J.J. Jackson
- Taylor Lacher - Arlo Pritchard
- Victor Campos - Rudy Davillo
- Pete Ford - Pete

## Afleveringen
1. Homecoming
2. Company Town
3. Safe deposit
4. Crisscross
5. Violent echo
6. Gray Wolf
7. The Armageddon Contract
8. The Mustangers
9. Delegate at large
10. A gun for Billy
11. Requiem for Miss Madrid
12. The alien land
13. Shakedown
14. One small, acceptable death
15. The brothers
16. Slay ride, part 1
17. Slay ride, part 2
18. Dead past
19. Inferno
20. Ragged Edge
21. Jessie
22. Blackout
23. The Fake
24. The Witness

## Dvd en video
In 1991 werden een aantal episodes uit de serie aan elkaar geplakt en op VHS-band uitgebracht onder de titel: Sam Cade, Marshall of Madrid. De episodes Slay Ride, part 1 en 2 werd als televisiefilm uitgebracht. In de VS is de serie inmiddels op dvd uitgekomen.